# Tom Murray (Schauspieler)
Tom Murray (* 8. September 1874 in Stonefort, Illinois; † 27. August 1935 in Hollywood, Kalifornien) war ein US-amerikanischer Schauspieler.

## Leben und Karriere
Tom Murray wurde in einem kleinen Ort im US-Bundesstaat Illinois geboren. Er drehte seinen ersten Stummfilm in Hollywood im Jahre 1916, als er bereits 42 Jahre alt war. Bis zum Jahre 1931 sollte der bullige Charakterdarsteller rund 19 Filme drehen, wobei er meistens als finsterer Schurke in Nebenrollen zu sehen war. Seine heute noch bekanntesten Rollen hatte Murray in zwei Komödien mit Charlie Chaplin: In Der Pilger (1923) spielte er den hartnäckigen Sheriff einer Kleinstadt und in Chaplins Klassiker Goldrausch (1925) verkörperte er den verschlagenen Goldsucher und Schwerverbrecher Black Larsen. Mit Harry Langdon war er 1926 in Tramp, Tramp, Tramp an der Seite eines weiteren Starkomikers zu sehen. Sein einziger Tonfilm war der B-Western White Renegade, nach dem er sich aus dem Filmgeschäft zurückzog.
Tom Murray verstarb 1935 im Alter von 60 Jahren an einem Herzinfarkt. Er war mit der Schauspielerin Louise Carver (1869–1956) verheiratet.

## Filmografie
- 1916: Tweedledum Torpedoed by Cupid
- 1916: A Busy Night
- 1916: A Lucky Tramp
- 1916: Lend Me Your Wife
- 1916: A Bath Tub Elopement
- 1916: Two of a Kind
- 1922: Don’t Be Foolish
- 1922: French Heels
- 1922: Too Much Business
- 1922: The Ladder Jinx
- 1923: Der Pilger (The Pilgrim)
- 1923: The Meanest Man in the World
- 1924: Ride ’Em Cowboy
- 1925: Goldrausch (The Gold Rush)
- 1925: The Business of Love
- 1926: Tramp, Tramp, Tramp
- 1926: Into Her Kingdom
- 1926: Private Izzy Murphy
- 1931: White Renegade